# メイダ・ヴェール駅
メイダ・ヴェール駅（メイダ・ヴェールえき、英語：Maida Vale tube station）はロンドン中心部北西、メイダ・ヴェールにあるロンドン地下鉄の駅である。当駅はベーカールー線キルバーン・パーク駅とワーウィック・アヴェニュー駅の間に位置し、トラベルカード・ゾーン2に含まれる。
当駅駅舎は第2級文化財指定建築であり、2009年にイギリス鉄道遺産賞ロンドン地区部門を、歴史的駅建造物を損なうことなく近代化した事例として受賞している。

## 歴史
当駅は、1915年6月6日、ロンドン電気鉄道の一路線だったベーカールー・チューブがパディントンからクイーンズ・パーク間の延伸線を開業させた5ヶ月後にこの延伸区間の途中駅として開業した。

## 駅の位置及びレイアウト
当駅はランドルフ・アヴェニューとエルジン・アヴェニューが交差する地点にあり、ロンドン地下電気鉄道の建築家スタンレー・ヒープスが設計したロンドン地下電気鉄道傘下各社共通設計の駅舎を備える。グリーン設計の各駅が2階建てだった一方、当駅にはエレベーター用の機械室を設ける必要がなかったため、平屋となっている。エレベーターのかわりにエスカレーターを設置した最初期の駅のうちの一つである。駅舎から約1階分の階段を降りたところに改札口があり、そこからエスカレーターで下ってホームに至る構造である。

## バス路線
ロンドンバス16、98、332、深夜バスN16、N98が当駅の北東にあるメイダ・ヴェール・ロードを経由する。

## メディアでの扱い
当駅の駅舎と、コンコース上にあるモザイクはアルフレッド・ヒッチコックの1927年の映画「ダウンヒル」と1983年のステファン・ポリアコフの映画「ランナーズ」に登場した。いずれの作品にも開業時からの木製のエスカレーターが描かれた。
駅の外観はイギリスのシチュエーション・コメディ「マン・アバウト・ザ・ハウス」が1974年に映画化された際に作品中に登場している。
ケミカル・ブラザーズの2005年のシングル「Believe」には当駅ホームに到着する列車が描かれている。
リチャード・カーティスの2013年の映画「アバウト・タイム〜愛おしい時間について〜」には二人の主人公が当駅のエスカレーターで行き違いになるシーンがある。

## ギャラリー

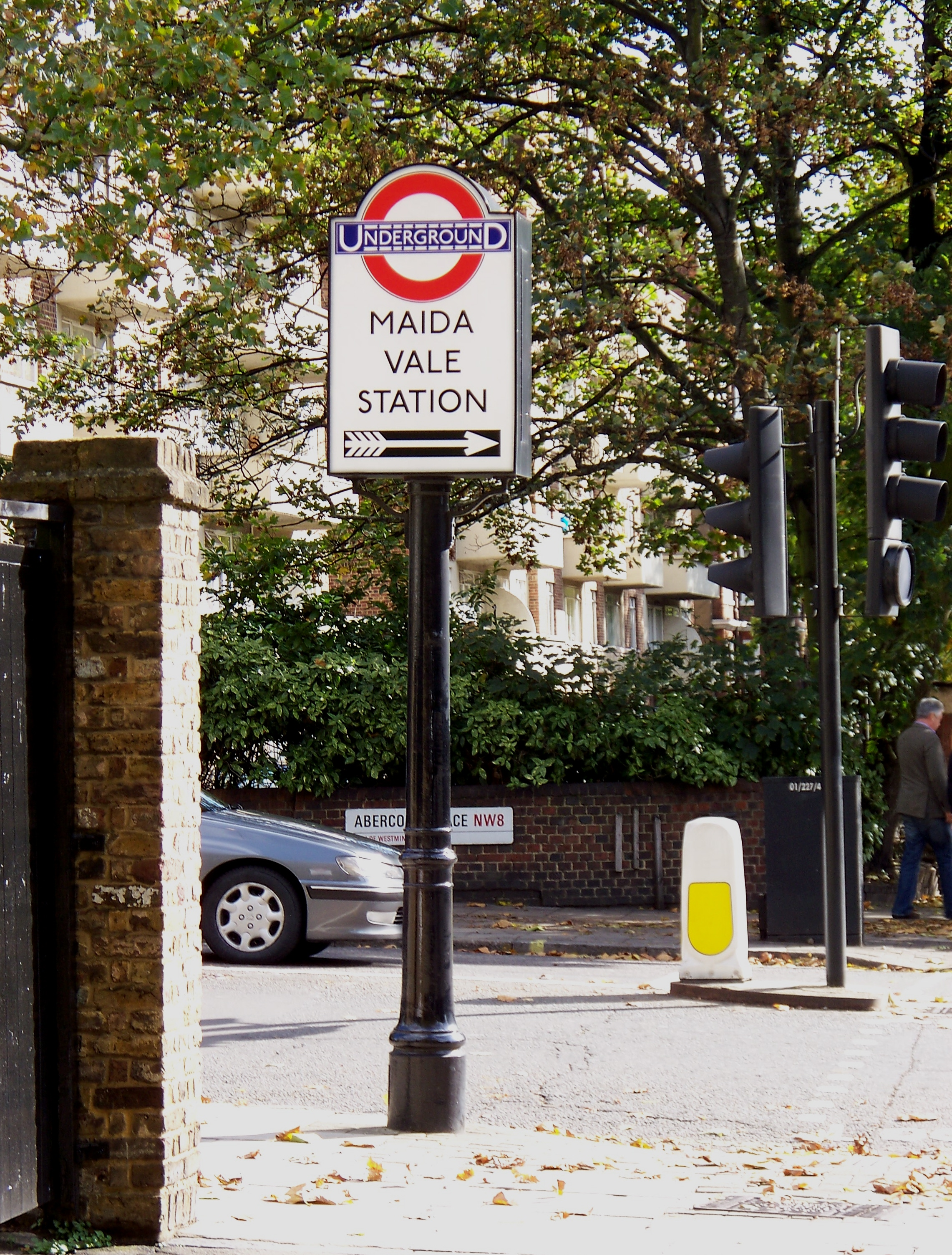
ランドルフ・アヴェニューにある駅入口を示す看板
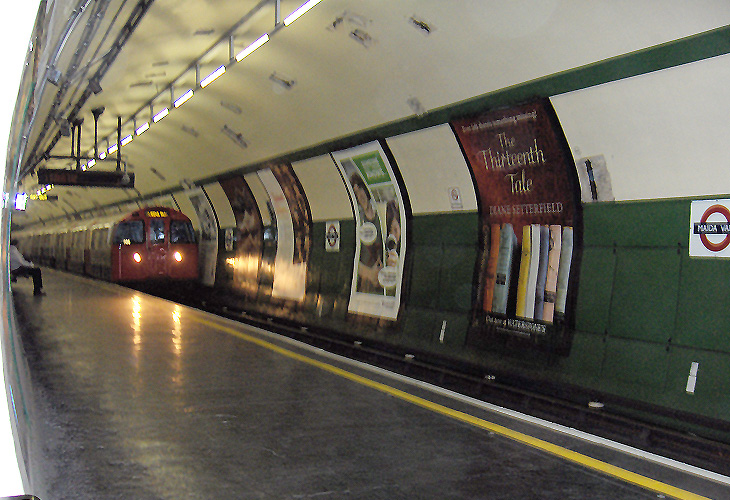
北行ホーム 2006年9月
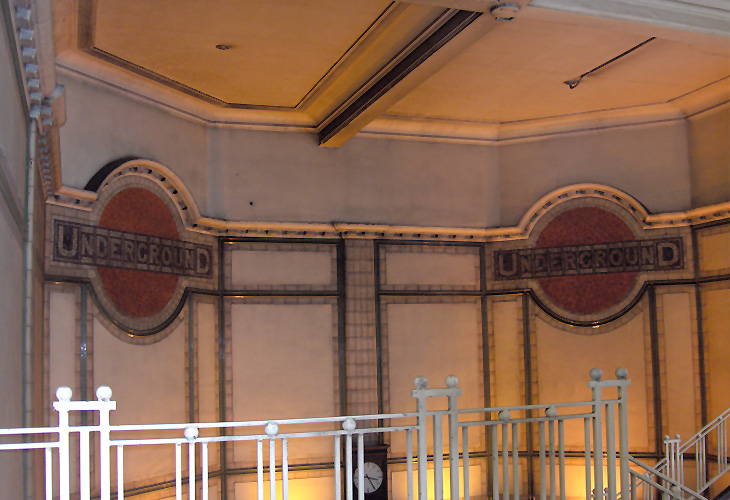
コンコース上のモザイク 2006年9月

## 隣の駅
ロンドン交通局
ロンドン地下鉄
■ベーカールー線
キルバーン・パーク駅 - メイダ・ヴェール駅 - ワーウィック・アヴェニュー駅